# Bruce Sterling
Pour les articles homonymes, voir Sterling.
Ne doit pas être confondu avec Rod Serling.
 (novembre 2018).
Si vous disposez d'ouvrages ou d'articles de référence ou si vous connaissez des sites web de qualité traitant du thème abordé ici, merci de compléter l'article en donnant les références utiles à sa vérifiabilité et en les liant à la section « Notes et références ».
Œuvres principales
- Schismatrice +
- Les Mailles du réseau
- Mozart en verres miroirs

Michael Bruce Sterling, né le 14 avril 1954 à Austin au Texas, est un auteur américain de science-fiction, souvent inclus dans les listes d'auteurs du mouvement cyberpunk. Il est reconnu pour avoir écrit la première anthologie cyberpunk : Mozart en verres miroirs.

## Vie et œuvre
Cette section ne s'appuie pas, ou pas assez, sur des sources secondaires ou tertiaires indépendantes du sujet. Le texte peut contenir des analyses inexactes ou inédites de sources primaires.
Pour l'améliorer, ajoutez-en, ou placez des modèles {{Source secondaire souhaitée}} ou {{Source secondaire nécessaire}} sur les passages mal sourcés. (octobre 2023)
Son premier roman, La Baleine des sables, présente le monde de Nullaqua où toute l'atmosphère est contenue dans un cratère unique, profond de plusieurs kilomètres. L'histoire concerne un bateau naviguant sur les océans de poussière et chassant des créatures, les baleines des sables, qui vivent sous la surface[source insuffisante].
À partir de la fin des années 1970, Sterling écrit les textes du cycle Mécas/Morphos : le système solaire est entièrement colonisé par l'homme et deux factions principales s'y affrontent. Les Mécanistes emploient des implants basés sur la mécanique, l'électronique et l'informatique, les Morphos pratiquent la manipulation génétique à grande échelle. La situation est compliquée par les contacts avec des civilisations extra-terrestres et le fait que l'humanité se divise progressivement en plusieurs sous-espèces distinctes, avec l'implication que beaucoup d'entre elles s'effacent effectivement de la galaxie. Le cycle Mécas/Morphos est constitué du recueil Cristal Express (en) et du roman La Schismatrice.
Dans sa ville natale d'Austin (Texas), l'auteur s'est fait connaître en organisant chaque année une « fête de Noël » mettant en avant l'art numérique.
Dans les années 1980, Sterling publie une série de fanzines appelé Cheap Truth sous le pseudonyme de Vincent Omniaveritas.
Il a aussi inspiré deux projets :
- Le Dead Media Project (en), une collection de « notes de recherche » sur les technologies des médias « morts », des quipus incas aux jeux vidéo et ordinateurs des années 1980 en passant par le phénakistiscope victorien.
- Le Viridian Design Movement (en), une tentative de créer un mouvement de design écologiste.

## Œuvres

### Romans
- La Baleine des sables (Involution Ocean), 1977
- Le Gamin artificiel (The Artificial Kid), 1980, à propos d'un jeune combattant de la rue qui se filme continuellement à l'aide de caméras contrôlées à distance
- Schismatrice + (Schismatrix plus)  (ISBN 207042331X), 1996, recueil réunissant le roman La Schismatrice (Schismatrix) paru en 1985 ainsi que cinq nouvelles parues entre 1982 et 1984 et se situant dans son univers : L'Essaim (Swarm), Rose l'Aragne (Spider Rose), La Reine des cigales (Cicada Queen), Jardins engloutis (Sunken Gardens) et Vingt évocations (Twenty Evocations / Life in the Mechanist/Shaper Era: 20 Evocations). Le roman a pour personnage principal Alberard Lindsay, un brillant diplomate du XXIIIe siècle qui joue un rôle important dans la lutte Mécas/Morphos de son époque.
- Les Mailles du réseau (Islands in the Net), 1988, une vision d'un monde du début du XXIe siècle apparemment pacifié avec des corporations réparties partout dans le monde et travaillant sur le réseau. La protagoniste, dépassée par les événements indépendants de sa volonté, se retrouve dans des endroits hors du réseau, d'un paradis de données en Grenade à un Singapour victime d'attaques terroristes, en passant par la partie la plus pauvre et frappée par le plus de désastres d'Afrique. Certains voient Les Mailles du Réseau comme une version modernisée du Candide de Voltaire : l'héroïne subit en effet une sorte de voyage initiatique qui lui fait comprendre la vérité sur le monde qui l'entoure.
- La Machine à différences (The Difference Engine), 1990, coécrit avec William Gibson.
- Gros Temps (Heavy Weather), 1994, à propos de chasseurs de tempêtes hi-tech dans des États-Unis où l'effet de serre et le réchauffement de la planète ont rendu les tempêtes bien plus puissantes que de nos jours.
- Le Feu sacré (Holy Fire), 1996, à propos d'un monde où la longévité croit de façon continue et la culture souterraine marginalisée de jeunes artistes dans un tel monde.
- Distraction (pas encore de traduction française), 1998, à propos d'un stratège politique et d'un génie de la recherche génétique qui trouvent l'amour en combattant un gouverneur de Louisiane fou pour le contrôle d'un centre de recherche de haute technologie. Vainqueur du prix Arthur C. Clarke en 2000.
- Zeitgeist (pas encore de traduction française ; Zeitgeist signifie « esprit du temps, de l'époque » en allemand), 2000, à propos d'un groupe de pop en tournée au Moyen-Orient sur fond de crime et de commerce mondiaux.
- The Zenith Angle, 2004, un thriller technologique sur un expert en cybersécurité s'engageant auprès de la lutte anti-terrorisme du gouvernement des Etats-Unis après les attentats du 11 septembre.
- The Caryatids, 2009, racontant l'histoire de trois femmes, clones d'une veuve d'un criminel de guerre de la guerre des Balkans vivant sur une station spatiale, luttant pour sauver la Terre d'un effondrement écologique en 2060. (note 12)

- Love Is Strange : a paranormal romance (pas encore de traduction française, traduction libre : "L'amour est étrange : une romance paranormale"), 2012
- Pirate Utopia (pas encore de traduction française, traduction libre : "Utopia pirate"), 2016, roman court et uchronique dans le genre Dieselpunk, narrant une utopie pirate (en) durant la Régence italienne du Carnaro.

### Recueils de nouvelles
- Mozart en verres miroirs (Mirrorshades: The Cyberpunk Anthology), 1986, une anthologie qui est aussi une sorte d'acte de naissance pour le mouvement cyberpunk.
- Cristal Express (en) (Crystal Express), 1989, comprenant plusieurs nouvelles sur l'univers de la Schismatrice. Cinq de ces nouvelles sont reprises dans le recueil Schismatrice + (Schismatrix plus).
- Globalhead, 1992.
- A Good Old-fashioned Future, 1999, comprenant :
  - Maneki Neko
  - Big Jelly, coécrit avec Rudy Rucker
  - The Littlest Jackal
  - Sacred Cow
  - Deep Eddy
  - Bicycle Repairman
  - Taklamakan
- (en) Visionary in Residence, 2006
- (en) Ascendancies: The Best of Bruce Sterling, 2007
- (en) Gothic High-Tech, 2011
- (en) Transreal Cyberpunk, 2016Écrit avec Rudy Rucker.
- (en) Robot Artists & Black Swans: The Italian Fantascienza Stories, 2021

### Essais
- The Hacker Crackdown: Law and Disorder on the Electronic Frontier [(en) lire en ligne], 1992, au sujet de la panique des contrevenants à la loi à la fin des années 1980, après le raid sur Steve Jackson Games. Réalisant que son livre aurait naturellement une vie commerciale très limitée dans le temps, Bruce Sterling a rendu son livre disponible gratuitement sur Internet via le projet Gutenberg.
- Tomorrow Now: Envisioning the next fifty years, 2002, une approche scientifique et vulgarisatrice de la futurologie, reflétant la technologie, la politique et la culture des cinquante prochaines années. Les lecteurs de Sterling reconnaîtront beaucoup d'allusions à d'autres de ses livres comme Zeitgeist, Distraction ou Le Feu sacré.
- Shaping Things ("Modeler les choses"), 2005, un essai sur les "objets créés", c'est-à-dire le design, les objets et le processus par lequel l'humanité passera de l'âge de produits et de gizmos à l'âge des spimes (néologisme de Sterling). L'essai de 150 pages aborde des sujets comme les "objets intelligents" (marqués par des puces RFID), la durabilité et le modelage et la fabrication numériques (en) ("fabbing").
- The Epic Struggle of the Internet of Things [(en) lire en ligne] ("La lutte épique de l'internet des objets"), 2014, livre numérique examinant l'engouement derrière l'Internet des objets et un monde d'objets connectés.